# Le Berger extravagant
 (janvier 2025).
 (janvier 2025).
La mise en forme du texte ne suit pas les recommandations de Wikipédia : il faut le « wikifier ».
Les points d'amélioration suivants sont les cas les plus fréquents :
- Les titres sont pré-formatés par le logiciel. Ils ne sont ni en capitales, ni en gras.
- Le texte ne doit pas être écrit en capitales (les noms de famille non plus), ni en gras, ni en italique, ni en « petit »…
- Le gras n'est utilisé que pour surligner le titre de l'article dans l'introduction, une seule fois.
- L'italique est rarement utilisé : mots en langue étrangère, titres d'œuvres, noms de bateaux, etc.
- Les citations ne sont pas en italique mais en corps de texte normal. Elles sont entourées par des guillemets français : « et ».
- Les listes à puces sont à éviter, des paragraphes rédigés étant largement préférés. Les tableaux sont à réserver à la présentation de données structurées (résultats, etc.).
- Les appels de note de bas de page (petits chiffres en exposant, introduits par l'outil «  Source ») sont à placer entre la fin de phrase et le point final[comme ça].
- Les liens internes (vers d'autres articles de Wikipédia) sont à choisir avec parcimonie. Créez des liens vers des articles approfondissant le sujet. Les termes génériques sans rapport avec le sujet sont à éviter, ainsi que les répétitions de liens vers un même terme.
- Les liens externes sont à placer uniquement dans une section « Liens externes », à la fin de l'article. Ces liens sont à choisir avec parcimonie suivant les règles définies. Si un lien sert de source à l'article, son insertion dans le texte est à faire par les notes de bas de page.
- La présentation des références doit suivre les conventions bibliographiques. Il est recommandé d'utiliser les modèles {{Ouvrage}}, {{Chapitre}}, {{Article}}, {{Lien web}} et/ou {{Bibliographie}}. Le mode d'édition visuel peut mettre en forme automatiquement les références.
- Insérer une infobox (cadre d'informations à droite) n'est pas obligatoire pour parachever la mise en page.

Pour une aide détaillée, merci de consulter Aide:Wikification.
Si vous pensez que ces points ont été résolus, vous pouvez retirer ce bandeau et améliorer la mise en forme d'un autre article.
Le Berger extravagant est un roman écrit par Charles Sorel publié entre 1627 et 1628. Lors de sa réédition en 1633, Sorel l'intitule « Anti-roman ». 

## Présentation
Atteint de folie romanesque pour avoir lu trop de romans pastoraux et avoir assisté à trop de représentations de comédies pastorales, incapable de distinguer son monde imaginaire de la réalité, à l’âge de vingt-cinq ans le jeune bourgeois parisien Louis, destiné à une vie de riche marchand de soie, décide de changer de nom et d’existence ; il commence une errance dans les campagnes de Saint Cloud, un extra-vagare[pas clair], qui l’éloigne à la fois de la raison et de la société. C’est là qu’il rencontre la jeune servante Catherine, dont il tombe amoureux et qu’il rebaptise avec un nom d’héroïne de roman: Charite. Poursuivant son idéal utopique de vie pastorale, accompagné par un valet, Carmelin, et suivi par un cousin, un sage bourgeois, qui voudrait le renfermer aux Petites Maisons, l’asile psychiatrique parisien de l’époque, Louis/Lysis rencontre un adjuvant, Anselme, qui, pour s’amuser, avec une compagnie de jeunes aristocrates l’accompagne dans ses aventures. 
Ce sont ces aventures bouffonnes qui occupent les à peu près mille six-cent pages du roman Le Berger extravagant de Charles Sorel. En mettant en scène de façon burlesque un personnage chimérique qui se prend pour un héros de roman pastoral, il inaugure la démarche d’un roman qui met à distance le romanesque. Le roman au cours de son histoire dénonce souvent l’effet pervers de la lecture des romans sur des personnages influençables[source secondaire nécessaire].